# Liza parsia
 Liza parsia és un peix teleosti de la família dels mugílids i de l'ordre dels perciformes.

## Morfologia
Pot arribar als 16 cm de llargària total.

## Distribució geogràfica
Es troba a les costes de l'oceà Índic (Pakistan, Índia, Sri Lanka i Illes Andaman).